# Rajd Grecji 2006

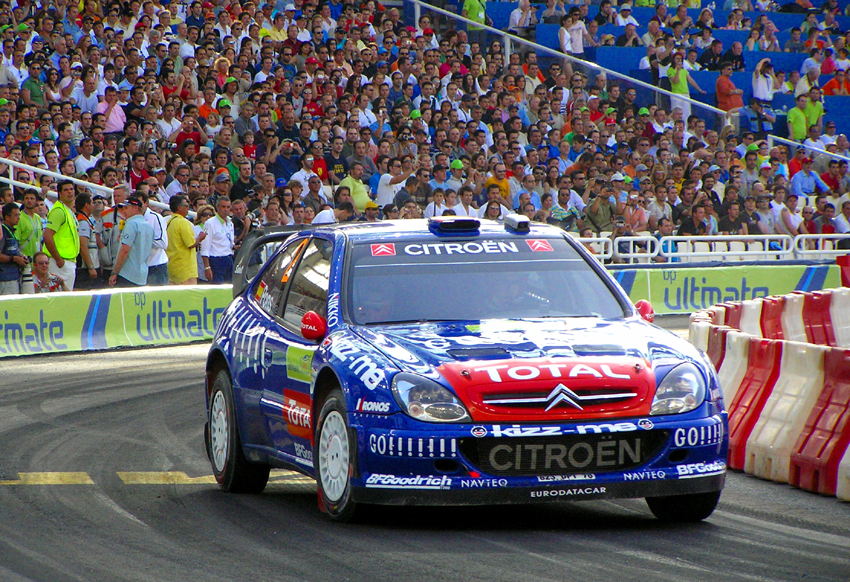
Xavier Pons podczas rajdu

Rezultaty Rajdu Grecji, eliminacji Rajdowych Mistrzostw Świata, które odbyły się w dniach 2 – 4 czerwca 2006:

## Klasyfikacja końcowa
| Msc.                   | Kierowca               | Pilot                  | Samochód                  | Czas                   | Strata                 | Grupa                  | Punkty                 |
| Klasyfikacja generalna | Klasyfikacja generalna | Klasyfikacja generalna | Klasyfikacja generalna    | Klasyfikacja generalna | Klasyfikacja generalna | Klasyfikacja generalna | Klasyfikacja generalna |
| ---------------------- | ---------------------- | ---------------------- | ------------------------- | ---------------------- | ---------------------- | ---------------------- | ---------------------- |
| 1                      | Marcus Grönholm        | Timo Rautiainen        | Ford Focus RS WRC 06      | 3:56:26.8              | 0.0                    | A8 M                   | 10                     |
| 2                      | Sébastien Loeb         | Daniel Elena           | Citroën Xsara WRC         | 3:58:53.6              | +2:26.8                | A8 M                   | 8                      |
| 3                      | Mikko Hirvonen         | Jarmo Lehtinen         | Ford Focus RS WRC 06      | 4:00:10.6              | +3:43.8                | A8 M                   | 6                      |
| 4                      | Toni Gardemeister      | Jakke Honkanen         | Citroën Xsara WRC         | 4:00:47.6              | +4:20.8                | A8                     | 5                      |
| 5                      | Henning Solberg        | Cato Menkerud          | Peugeot 307 WRC           | 4:01:22.4              | +4:55.6                | A8 M                   | 4                      |
| 6                      | Daniel Sordo           | Marc Marti             | Citroën Xsara WRC         | 4:01:23.2              | +4:56.4                | A8                     | 3                      |
| 7                      | Petter Solberg         | Philip Mills           | Subaru Impreza WRC 2006   | 4:02:01.2              | +5:34.4                | A8 M                   | 2                      |
| 8                      | Xavier Pons            | Carlos del Barrio      | Citroën Xsara WRC         | 4:04:45.8              | +8:19.0                | A8 M                   | 1                      |
|                        |                        |                        |                           |                        |                        |                        |                        |
| 10                     | Matthew Wilson         | Michael Orr            | Ford Focus RS WRC '04     | 4:09:57.6              | +13:30.8               | A8 M                   |                        |
| 11                     | Chris Atkinson         | Glenn Macneall         | Subaru Impreza WRC '06    | 4:10:28.6              | +14:01.8               | A8 M                   |                        |
|                        |                        |                        |                           |                        |                        |                        |                        |
| 28                     | Michał Kościuszko      | Jarosław Baran         | Suzuki Ignis S1600        | 4:48:47,2              | 52:20,4                | A6                     |                        |
| PWRC                   |                        |                        |                           |                        |                        |                        |                        |
| 1                      | Nasser al-Attiyah      | Chris Patterson        | Subaru Impreza WRX Spec C | 4:28:43.3              | 0.0                    | N4                     | 10                     |
| 2                      | Gabriel Pozzo          | Daniel Stillo          | Mitsubishi Lancer Evo IX  | 4:28:55.3              | +12.0                  | N4                     | 8                      |
| 3                      | Aki Teiskonen          | Miika Teiskonen        | Subaru Impreza WRX STi    | 4:29:13.7              | +30.4                  | N4                     | 6                      |
| 4                      | Mirco Baldacci         | Giovanni Agnese        | Mitsubishi Lancer Evo IX  | 4:32:37.4              | +3:54.1                | N4                     | 5                      |
| 5                      | Toshihiro Arai         | Tony Sircombe          | Subaru Impreza WRX STI    | 4:33:37.7              | +4:54.4                | N4                     | 4                      |
| 6                      | Jari-Matti Latvala     | Miikka Antilla         | Subaru Impreza WRX STi    | 4:36:11.2              | +7:27.9                | N4                     | 3                      |
| 7                      | Marcos Ligato          | Ruben Garcia           | Mitsubishi Lancer Evo IX  | 4:41:48.2              | +13:04.9               | N4                     | 2                      |
| 8                      | Stefano Marrini        | Tiziana Sandroni       | Mitsubishi Lancer Evo IX  | 4:44:58.3              | +16:15.0               | N4                     | 1                      |

1. ↑  Litera M przy oznaczeniu grupy do której należy samochód oznacza, iż tylko ci kierowcy zdobywali punkty dla swoich zespołów liczonych w klasyfikacji producentów na koniec sezonu.

## Nie ukończyli
- Manfred Stohl
- Leszek Kuzaj

## Zwycięzcy odcinków specjalnych
| Numer | Nazwa                    | Zwycięzca                   |
| ----- | ------------------------ | --------------------------- |
| OS1   | Athens Olympic Stadium 1 | S. LOEB / D. ELENA          |
| OS2   | Imittos 1                | M. GRÖNHOLM / T. RAUTIAINEN |
| OS3   | Skourta 1                | M. GRÖNHOLM / T. RAUTIAINEN |
| OS4   | Thiva 1                  | M. GRÖNHOLM / T. RAUTIAINEN |
| OS5   | Imittos 2                | M. GRÖNHOLM / T. RAUTIAINEN |
| OS6   | Skourta 2                | M. GRÖNHOLM / T. RAUTIAINEN |
| OS7   | Thiva 2                  | M. GRÖNHOLM / T. RAUTIAINEN |
| OS8   | Mandra 1                 | M. GRÖNHOLM / T. RAUTIAINEN |
| OS9   | Kineta 1                 | S. LOEB / D. ELENA          |
| OS10  | Psatha 1                 | M. GRÖNHOLM / T. RAUTIAINEN |
| OS11  | Mandra 2                 | M. GRÖNHOLM / T. RAUTIAINEN |
| OS12  | Kineta 2                 | S. LOEB / D. ELENA          |
| OS13  | Psatha 2                 | M. GRÖNHOLM / T. RAUTIAINEN |
| OS14  | Avlonas 1                | P. SOLBERG / P. MILLS       |
| OS15  | Agia Sotira 1            | P. SOLBERG / P. MILLS       |
| OS16  | Avlonas 2                | P. SOLBERG / P. MILLS       |
| OS17  | Agia Sotira 2            | P. SOLBERG / P. MILLS       |
| OS18  | Athens Olympic Stadium 2 | M. GRÖNHOLM / T. RAUTIAINEN |

## Klasyfikacja po 8 rundach
Tabele przedstawiają tylko pięć pierwszych miejsc.

### Kierowcy
| Lp. | Kierowca        | Pkt |
| --- | --------------- | --- |
| 1   | Sébastien Loeb  | 74  |
| 2   | Marcus Grönholm | 45  |
| 3   | Daniel Sordo    | 33  |
| 4   | Mikko Hirvonen  | 21  |
| 5   | Petter Solberg  | 20  |

### Producenci
| Lp. | Producent                  | Pkt |
| --- | -------------------------- | --- |
| 1   | Kronos Total Citroën WRT   | 96  |
| 2   | BP Ford World Rally Team   | 81  |
| 3   | Subaru World Rally Team    | 63  |
| 4   | OMV Peugeot Norway         | 41  |
| 5   | Stobart VK Ford Rally Team | 17  |